# Joseph Joachim Guernier
Pour les articles homonymes, voir Guernier.
Joseph Joachim Guernier, né le 1er août 1791 à Saint-Lô et mort le 25 février 1848 à Vire, est un peintre français.

## Biographie

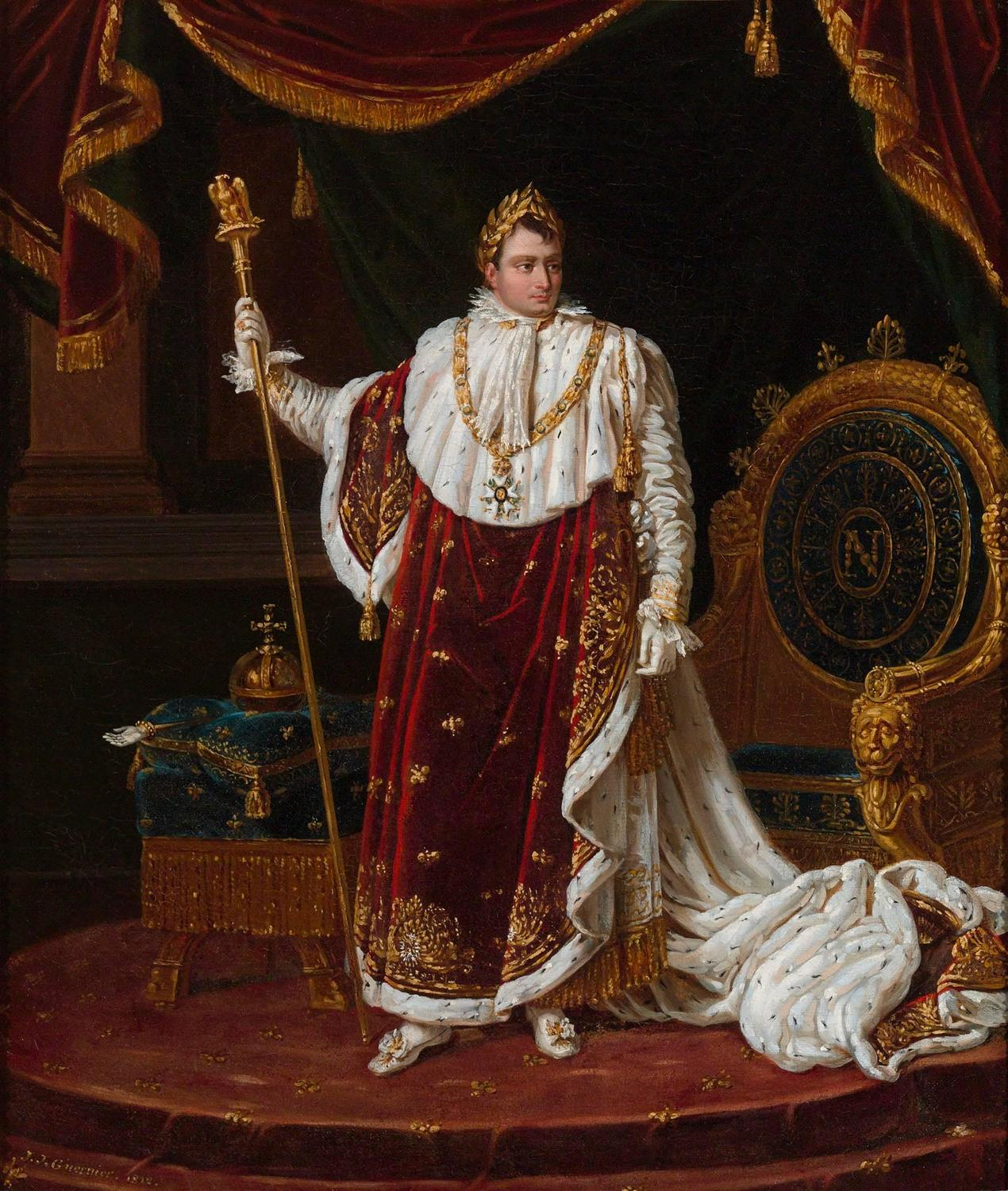
en habits impériaux.

Joseph Joachim Guernier est le fils de Jean Michel Joseph Guernier, peintre, et d'Angélique Aimée Hobert.
Peintre d'histoire et de portrait, il est élève d'Ambroise Louis Garneray.
En 1819, il épouse Justine Foucque. De l'union naissent Charles et Léon, futurs peintres.
Il meurt en 1848, à l'âge de 56 ans.